# 2010: Odyssey Two
2010: Odyssey Two (2010: Uma Odisseia no Espaço 2, no Brasil; 2010: Segunda Odisseia, em Portugal) é o segundo romance da saga de quatro livros, escrita por Arthur C. Clarke e publicado em 1982. O livro, assim como o primeiro, possui um adaptação ao cinema, titulada 2010: The Year We Make Contact.

## Sinopse [aviso de spoilers]
O livro passa-se nove anos depois da nave Discovery One, do computador HAL 9000 e do tripulante Dave Bowman (principal personagem do primeiro livro) terem ido ao encontro de Júpiter e, consequentemente, do "Grande Irmão" — denominação dada ao grande monólito (AMT-2) encontrado em Júpiter que, a não ser pelo tamanho, é idêntico ao monólito encontrado na Lua em 2001. 
Nesta história o personagem principal trata-se do Dr. Heywood Floyd, que havia comandado da Terra a missão da Discovery One em 2001, e agora parte na nave Leonov (uma nave russa) junto com Walter Curnow (o engenheiro que projetou a Discovery) e Dr.Chandra (que construiu HAL 9000), além da tripulação russa, em uma missão para resgatar a primeira nave e tentar descobrir mais sobre o monólito de Júpiter e o paradeiro de Dave Bowman. Nesta viagem o computador HAL 9000 é reativado, assim como toda a Discovery One. 
Eles descobrem que os mesmos seres inteligentes que nos deixaram os monolitos estão desenvolvendo vida no satélite jupiteriano Europa. Junto a Leonov outra nave parte para as proximidades de Júpiter: a nave chinesa Tsien, que pousa em Europa, mas acaba sendo destruída. Um de seus tripulantes (Dr.Chang), o único sobrevivente, consegue relatar as formas de vida europanas através de seu rádio para a humanidade antes de morrer.
Quando Leonov finalmente chega ao monólito este não apresenta nenhuma reação durante um longo tempo, até que o "Novo Dave Bowman" (ou aquilo em que ele se transformou) reaparece e avisa a tripulação que a Leonov deve voltar para Terra o quanto antes. Através de uma acoplagem entre a Leonov e a Discovery a tripulação foge das proximidades de Júpiter, com a ajuda de HAL.
Eles escapam bem a tempo da explosão de Júpiter causada pelo monólito, que transforma o antigo planeta em uma nova estrela, um segundo sol.
Junto com esta explosão Hal transmite uma mensagem dos donos dos monólitos a toda a humanidade: "TODOS ESTES MUNDOS SÃO SEUS EXCETO EUROPA. NÃO TENTEM ATERRISSAR LÁ!"
Com este desfecho é dada a resposta definitiva sobre vida inteligente não-humana e inicia-se a conquista do espaço pelo homem.

## Escrita
Clarke escreveu os primeiros 25% do livro numa máquina de escrever elétrica, mas então começou a usar um computador Archives III nos finais de 1981 (carinhosamente o chamando de "Archie"). Impressionado com seus recursos de processamento de texto, ele então escreveu o resto do romance usando este método e 2010 é, portando, o primeiro livro de Clarke escrito em um computador.
Relações com a realidade
Clarke apimentou o romance com o nome de vários dissidentes soviéticos, incluindo os físicos Andrei Sakharov e Yuri Orlov, ativistas dos direitos humanos Mykola Rudenko e Anatoly Marchenko, o ativista ortodoxo russo Gleb Yakunin, entre outros. Clarke mesmo faz uma referencia a "colocar (editor Vasili Zakharchenko) em sérios problemas tomando emprestados nomes de vários dissidentes" em 2061: Odyssey Three
Descontinuidades entre 2010 e os outros trabalhos
Clarke reconheceu tais inconsistências na Nota do Autor em 2061
Assim com 2010: Odisseia Dois não foi uma sequência direta de 2001: Uma Odisseia no Espaço, então este livro não é uma sequencia linear de 2010. Todos eles devem ser considerados como variações sobre o mesmo tema, envolvendo muitos dos mesmos personagens e situações, mas não necessariamente acontecendo no mesmo universo. Os desenvolvimentos desde 1964 fazem a consistência total impossível, porque as historias posteriores incorporam descobertas e os eventos que não tinham ocorrido mesmo quando os livros mais adiantados haviam sido escritos.
- No filme 2001, as últimas palavras faladas são uma gravação da visão geral da missão. No entanto, na novelização Dave Bowman é ouvido dizendo "Meu Deus! Está cheio de estrelas". Esta citação é usada tanto no livro quanto na versão filmada de 2010.
- A segunda metade do livro 2001: Uma Odisseia no Espaço ocorre em torno de Saturno, com o Monólito embutido na superfície da lua saturniana Jápeto. O livro 2010 segue a continuidade do filme 2001, que coloca o Monólito e a descoberta em órbita entre Júpiter e sua lua Io.
- Quando Bowman recorda os acontecimentos de 2001, ele se lembra do incidente de perseguir o cadáver de Frank Poole em uma cápsula sem seu capacete, e então entrar no Discovery através da sonda de emergência. Este incidente só ocorreu no filme. No livro, HAL abre todas as portas da compartimento dos casulos e a câmara de emergência para matar a equipe quando Bowman tenta despertá-los da hibernação.
- Em todos os romances da Odisseia do Espaço e a versão cinematográfica de 2010, o instrutor da HAL é nomeado Dr. Chandra; No filme 2001: Uma Odisséia no Espaço, este é o Sr. Langley.[4][5]